# 東斯島
東斯島是挪威的島嶼，位於卡特加特海峽，由西約塔蘭省哥德堡市負責管轄，屬於哥德堡群島的一部分，面積0.97平方公里，該島與斯蒂爾斯島以橋樑相連，2010年人口1,407。